# 嘉布遣广场 (科尔多瓦)
嘉布遣广场（Plaza de Capuchinos）是西班牙南部城市科尔多瓦的著名广场之一，游客必到之处。这是一个非常简朴的矩形小广场，石块铺地，周围被嘉布遣会修道院以及圣哈辛托医院教堂大门的白色墙壁所包围，中间是八盏灯环绕的基督像。
目前，嘉布遣广场是科尔多瓦的亮点之一。